# Лакер, Людвиг
Людвиг Ла́кер (нем. Ludwig Laqueur; 7 июля 1839, Фестенберг — 20 апреля 1909, Санта-Маргерита-Лигуре) — немецкий медик, офтальмолог.

## Биография
Людвиг Лакер происходил из еврейской семьи, учился в Бреславльском и Берлинском университетах. В 1860 году защитил докторскую диссертацию. В 1872 году был назначен экстраординарным профессором Страсбургского университета. С 1877 года являлся ординарным профессором офтальмологии. В 1886 году был избран членом Леопольдины.
Людвиг Лакер был женат на Марии Бамбергер (1851—1936), дочери банкира Рудольфа Бамбергера. Их сыновья — врач Август Лакер (1875—1954) и историк Рихард Лакер (1881—1959).